# Maicas
Maicas település Spanyolországban, Teruel tartományban. Maicas La Hoz de la Vieja, Segura de los Baños, Anadón, Huesa del Común, Plou és Cortes de Aragón községekkel határos. Lakosainak száma 35 fő (2024).

## Népesség
A település népessége az utóbbi években az alábbiak szerint változott:
| Lakosok száma | 41   | 39   | 36   | 37   | 38   | 35   | 31   | 28   | 31   | 35   |
|               | 2001 | 2004 | 2007 | 2009 | 2012 | 2014 | 2017 | 2019 | 2022 | 2024 |